# Avenida Canta-Callao
La avenida Canta-Callao es una vía del área metropolitana de Lima, en Perú. Se extiende de sur a norte, en los distritos de Callao, San Martín de Porres y Los Olivos, a lo largo de más de 40 cuadras

## Recorrido
Se inicia en la avenida Elmer Faucett. En la intersección con la avenida Naranjal, hay un óvalo que confluyen las avenidas Naranjal y Sol del Naranjal, y además inicia el límite entre los distritos de San Martín de Porres y Los Olivos. Desde la avenida 2 de Octubre, sigue un recorrido a través de calles discontinuas, hasta su final en la carretera Panamericana Norte por el vivero municipal de Los Olivos.